# Агеевка (Саратовская область)
Агеевка — село в Турковском районе Саратовской области. Входит в состав Бороно-Михайловского сельского поселения.

## География
Находится на правом берегу реки Хопёр примерно в 16 км к северу от районного центра, посёлка Турки.

## Уличная сеть
В селе одна улица: ул. Хопёрская.

## Население
| 2010 |
| ---- |
| 1    |

## История
Согласно «Списку населенных мест Российской империи по сведениям 1859 года» Саратовская губерния, Балашовский уезд, стан 1: сельцо Агеево (Никольское) владельческое, при реке Хопер, число дворов -24, жителей мужского пола - 91, женского пола -94